# Saisir sa chance
Pour plus de détails, voir Fiche technique et Distribution.
Saisir sa chance (The Curiosity of Chance) est un film américain, réalisé par Russell P. Marleau en 2006 et sorti en France en 2010.

## Synopsis
Chance Marquis, un étudiant homosexuel au look assez atypique, entame sa première année au lycée. Brad, le sportif homophobe dans toute sa splendeur, n'arrête pas de le malmener. Un soir, il découvre son nouveau voisin, Levi, par la fenêtre et le lendemain, il le revoit en cours. Peu après, il se produit sur scène en drag queen avec l'aide de sa sœur et de ses deux amis, Twyla et Hank mais très bientôt, tout le lycée est au courant de cela. C'est alors que Levi commence à se rapprocher de lui.

## Fiche technique
- Titre : Saisir sa chance
- Titre original : The Curiosity of Chance
- Réalisation : Russell P. Marleau
- Scénario : Russell P. Marleau
- Musique : Willie Aron et Josef Peters
- Photographie : Jack Messitt
- Montage : Mark Rees
- Production : Lisa Schahet Schuster
- Société de production : Bigfoot Entertainment
- Pays :  Belgique et  États-Unis
- Genre : Comédie
- Durée : 98 minutes
- Dates de sortie : 
  - États-Unis : 21 octobre 2006 (Seattle Queer Film Festival (en))
  - France : 18 mai 2010 (DVD)

## Distribution
- Tad Hilgenbrink : Chance Marquis
- Brett Chukerman : Levi
- Aldevina Da Silva : Twyla
- Chris Mulkey : Sir, le père de Chance
- Colleen Cameron : Sienna Marquis, la sœur de Chance
- Pieter van Nieuwerhuyze : Hank
- Maxim Maes : Brad